# 조스 애클랜드
조스 애클랜드(Joss Ackland, 1928년 2월 29일~2023년 11월 19일)는 잉글랜드의 배우이다.

## 출연 작품
- 리썰 웨폰 2: 러드 역
- 플로리스: MKA 역
- 신들의 제국: 루퍼스 역